# Europese kampioenschappen judo 2012
De Europese kampioenschappen judo 2012 werden van 26 tot en met 29 april 2012 gehouden in de Traktorarena in Tsjeljabinsk, Rusland.

## Medailles

### Mannen
| Onderdeel           | Goud | Goud                  | Zilver | Zilver              | Brons   | Brons                                     |
| ------------------- | ---- | --------------------- | ------ | ------------------- | ------- | ----------------------------------------- |
| Klasse tot 60 kg    | RUS  | Beslan Moedranov      | ARM    | Hovhannes Davtyan   | GEO NED | Amiran Papinasjvili Jeroen Mooren         |
| Klasse tot 66 kg    | RUS  | Alim Gadanov          | POL    | Tomasz Kowalski     | SLO GEO | Rok Drakšič Lasja Sjavdatoeasjvili        |
| Klasse tot 73 kg    | FRA  | Ugo Legrand           | UKR    | Volodymyr Soroka    | NED ISR | Dex Elmont Iosef Palelashvili             |
| Klasse tot 81 kg    | RUS  | Sirazjoedin Magomedov | RUS    | Moerat Chabatsjirov | BEL LAT | Joachim Bottieau Konstantins Ovchinnikovs |
| Klasse tot 90 kg    | GEO  | Varlam Liparteliani   | RUS    | Grigori Soelemin    | BLR GER | Andrei Kazusionak Christophe Lambert      |
| Klasse tot 100 kg   | ISR  | Ariel Ze'evi          | GEO    | Levan Zjorzjoliani  | AZE RUS | Elmar Gasimov Zafar Machmadov             |
| Klasse boven 100 kg | RUS  | Aleksandr Michailine  | HUN    | Barna Bor           | LTU POL | Marius Paškevičius Janusz Wojnarowicz     |

### Vrouwen
| Onderdeel          | Goud | Goud                | Zilver | Zilver               | Brons   | Brons                                 |
| ------------------ | ---- | ------------------- | ------ | -------------------- | ------- | ------------------------------------- |
| Klasse tot 48 kg   | ROU  | Alina Dumitru       | BEL    | Charline Van Snick   | FRA HUN | Laetitia Payet Éva Csernoviczki       |
| Klasse tot 52 kg   | ROU  | Andrea Chitu        | RUS    | Natalja Koezioetina  | GER     | Romy Tarangul Mareen Kraeh            |
| Klasse tot 57 kg   | POR  | Telma Monteiro      | GRE    | Ioulietta Boukouvala | FRA GER | Automne Pavia Miryam Roper            |
| Klasse tot 63 kg   | FRA  | Gévrise Émane       | ISR    | Yarden Garbi         | FRA ISR | Clarisse Agbegnenou Alice Schlesinger |
| Klasse tot 70 kg   | NED  | Edith Bosch         | POL    | Katarzyna Klysma     | SLO SUI | Raša Sraka Juliane Robra              |
| Klasse tot 78 kg   | HUN  | Abigél Joó          | FRA    | Audrey Tcheuméo      | UKR SLO | Maryna Pryshchepa Anamari Velenšek    |
| Klasse boven 78 kg | RUS  | Jelena Ivasjtsjenko | SLO    | Lucija Polavder      | GBR TUR | Karina Bryant Belkız Zehra Kaya       |

## Medaillespiegel
| Plaats | Land                | Goud | Zilver | Brons | Totaal |
| 1      | Rusland             | 5    | 3      | 1     | 8      |
| 2      | Frankrijk           | 2    | 1      | 3     | 6      |
| 3      | Roemenië            | 2    | 0      | 0     | 2      |
| 4      | Israël              | 1    | 1      | 2     | 4      |
| 4      | Georgië             | 1    | 1      | 2     | 4      |
| 6      | Hongarije           | 1    | 1      | 1     | 3      |
| 7      | Nederland           | 1    | 0      | 2     | 3      |
| 8      | Portugal            | 1    | 0      | 0     | 1      |
| 9      | Polen               | 0    | 2      | 1     | 3      |
| 10     | Slovenië            | 0    | 1      | 3     | 4      |
| 11     | België              | 0    | 1      | 1     | 2      |
| 11     | Oekraïne            | 0    | 1      | 1     | 2      |
| 13     | Armenië             | 0    | 1      | 0     | 1      |
| 13     | Griekenland         | 0    | 1      | 0     | 1      |
| 13     | Wit-Rusland         | 0    | 1      | 0     | 1      |
| 16     | Duitsland           | 0    | 0      | 4     | 4      |
| 17     | Azerbeidzjan        | 0    | 0      | 1     | 1      |
| 17     | Letland             | 0    | 0      | 1     | 1      |
| 17     | Litouwen            | 0    | 0      | 1     | 1      |
| 17     | Turkije             | 0    | 0      | 1     | 1      |
| 17     | Verenigd Koninkrijk | 0    | 0      | 1     | 1      |
| 17     | Zwitserland         | 0    | 0      | 1     | 1      |
| Totaal | Totaal              | 14   | 14     | 28    | 56     |